# Antiqua Judaeorum improbitas
 (octobre 2011).
Antiqua Judaeorum improbitas est un motu proprio rédigé par le pape Grégoire XIII et nommé d'après son incipit L'ancienne méchanceté des juifs reste exécrée dans les fils, d'autant plus qu'ils faillissent gravement pour accumuler la mesure de ses pères qui ont repoussé le fils de Dieu et attenté à sa vie criminellement (en latin: « Antiqua Judaeorum improbitas tanto execratior consistit filiis, quanto ipsi ad cumulandam patrum suorum mensuram in Dei filio repudiando, ejusque in mortem nefarie conspirando, gravius deliquerunt … »). Il est daté de juin 1581. Antiqua judaeorum improbitas autorise les inquisiteurs à contrecarrer et punir certaines pratiques considérées comme hérétiques.

## Directives
Au début du motu proprio le pape explique qu'après avoir été abandonnés dans la servitude perpétuelle et dispersés dans tous les pays du monde, les juifs n'ont pas trouvé plus grande clémence que dans les terres des chrétiens (en latin: « non maiorem in cuiusquam ditione clementiam, quam in Christianorum Provinciis maxime vero in Apostolicae pietatis gremio invenerunt ») et que le siège de la piété apostolique qui les a acceptés avec compassion et tolère leur cohabitation avec les chrétiens, en s'efforçant à leur conversion, tâche toujours pieusement de les attirer au lumière de la vérité. De surcroît, selon Grégoire XIII, il les a protégés des injures et des affronts et les a entourés avec beaucoup de bienfaisance et privilèges. Selon le pape, les juifs ne se sont pas adoucis et poursuivent dans leurs synagogues et partout le Seigneur Jésus Christ qui triomphe dans le ciel. Selon Grégoire XIII, ils sont hostiles aux membres du Christ et n'ont pas cessé de commettre des choses effroyables contre la religion chrétienne.
1. Conséquemment, pour ne pas polluer la pureté de sa piété et pour prévenir la dérision du nom du Christ et des chrétiens, le pape déclare que les inquisiteurs de la dépravation hérétique peuvent agir librement dans tous les cas et causes suivants :
2. Si quelque juif ou infidèle dénie les choses qui sont communes aux religions abrahamiques telles que l'unique, éternel et omnipotent Dieu, le créateur de tout ce qui et visible et invisible ;
3. S'ils invoquent ou sont conseillés par des démons ou qu'ils acceptent leurs réponses ou qu'ils leur offrent des sacrifices et des prières ;
4. S'ils enseignent des choses infamantes (nefaria) aux chrétiens ou les incitent à les commettre ;
5. S'ils considèrent Jésus Christ comme pur homme ou pécheur, ou qu'ils nient la virginité de Marie ou qu'ils prononcent d'autres blasphèmes ignominieux ou dédaigneux contre la foi chrétienne ;
6. Si quelque chrétien, à la suite des actions, de l'aide ou de la faveur de quelqu'un, renonce à la foi et accepte les rites, les cérémonies et les superstitions des juifs ou d'autres infidèles ou qu'il y revient ou qu'il tombe dans une hérésie quelconque ;
7. Si quelqu'un empêche des catéchumènes issus des juifs ou des infidèles d'accepter le baptême et la foi chrétienne après qu'ils ont déclaré leur volonté, par des mots ou des faits, d'adopter cette foi ;
8. Si quelqu'un accepte, nourrit, cache, défend des apostats, des hérétiques délibérément chez soi ou qu'il leur donne des présents ou sa faveur, ses conseils, ou son aide ;
9. S'ils possèdent ou divulguent des livres hérétiques ou talmudiques ou autrement damnés ou interdits ;
10. S'ils se moquent des chrétiens, de l'hostie de la rédemption qui a été immolée par la croix ;
11. S'ils attachent des brebis ou des agneaux à la croix et crachent sur eux ;
12. S'ils ont des nourrices chrétiennes dans leur maison en dépit des sanctions des prédécesseurs du pape et les forcent à répandre le sacrement de l'Eucharistie aux latrines, aux cloaques ou où que ce soit ;
13. Dans ces cas le pape enverra tous les inquisiteurs de cette dépravation pour s'enquérir scrupuleusement et s'ils trouvent quelqu'un coupable de ces aberrations ou excès de le punir par l'exil ou les fouets ou par d'autres punitions.
14. Le pape oblige les évêques et tous les prélats à publier ce mandat et à procéder dûment selon son contenu[1].